# کنگن
کنگن (به ژاپنی: 乾元 Kengen)؛ نام یک عصر تاریخی ژاپنی بود. این عصر بعد از شوآن (دوره) و قبل از کاگن قرار داشت و از نوامبر ۱۳۰۲ تا اوت ۱۳۰۳ میلادی به طول انجامید. در طی این عصر امپراتور گو-نیجو امپراتور ژاپن بود.